# Samuel de Lange jr.

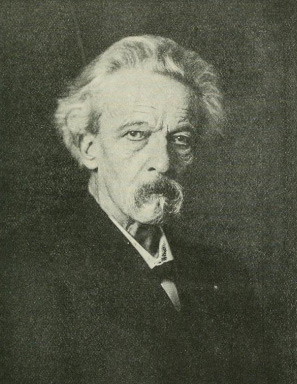
Samuel de Lange jr. in een boek uit 1908

Samuel de Lange jr. (Rotterdam, 22 februari 1840 - Stuttgart, 7 juli 1911) was een Nederlands componist, conservatoriumdirecteur, organist, pianist, dirigent, organisator en muziekpedagoog.
Hij was zoon van Samuel de Lange en zijn eerste vrouw Johanna Molijn. Hijzelf trouwde in 1869 met Aafje van Oordt. Zijn vader Samuel de Lange sr. en broer Willem Charles de Lange waren organisten; zijn iets jongere broer Daniël de Lange cellist.

## Leven
Het begin van zijn opleiding werd gegeven door zijn vader. Daarna studeerde hij onder meer orgel bij Alexander Winterberger (leerling van Liszt) en piano bij Karol Mikuli (leerling van Chopin). Compositieleer volgde hij bij Johannes Verhulst en Berthold Damcke.
Zijn buitengewoon arbeidzame leven speelde zich af in vele verschillende landen en steden. Zo toerde hij in zijn tienerjaren als pianist met de beroemde cellovirtuoos Adrien François Servais en met zijn broer Daniël (eveneens cellist) door Oost-Europa. Tussen zijn 20ste en 23ste levensjaar (1860-1863) was hij pianodocent aan het conservatorium van Lemberg, het huidige Lvov (Oekraïne). Daarna keerde hij terug naar Rotterdam, maar al snel vertrok hij weer naar het buitenland. Achtereenvolgens woonde en werkte hij in Bazel, Parijs, Keulen en Den Haag om zich uiteindelijk te vestigen in Stuttgart, waar hij directeur werd van het conservatorium.
De Lange was bevriend met tal van beroemde componisten uit de tweede helft van de 19e eeuw, onder wie Johannes Brahms, Max Bruch, Marco Enrico Bossi en Max Reger. Hij droeg werken op aan musici als Friedrich Grützmacher (1e celloconcert) en Hugo Becker (2e cellosonate), Charles–Marie Widor en Johannes Brahms.
De Lange toonde zich, evenals zijn broer Daniël, in tal van opzichten een pionier op muziekgebied. Zo was hij samen met zijn vader Samuel de Lange sr. nauw betrokken bij de oprichting van de Nederlandse Bachvereniging en voerde hij in zowel Keulen, Bazel als Stuttgart diverse onderwijshervormingen door. Ook gaf hij de première van het 1e pianoconcert van Brahms in Nederland.
Samuel de Lange jr. stierf op 70-jarige leeftijd in zijn woonplaats Stuttgart.

## Werk
In zijn uitgebreide compositorische oeuvre ontwikkelde De Lange zich via invloeden van onder anderen Bach en Beethoven naar een eigen stijl. Zijn vroegere werken tonen nog veel verwantschap met muziek van Schumann en Mendelssohn. Zijn latere werken laten invloeden van Brahms horen. In tegenstelling tot zijn broer Daniël, van wie veel minder composities zijn overgeleverd, stond hij niet open voor de muziek van tijdgenoten als Richard Wagner en Franz Liszt.
Zijn oeuvre omvat ruim 800 werken, waaronder dertien strijkkwartetten, vele orgelwerken, drie celloconcerten, twee piano- en vioolconcerten, een altvioolconcert, vier pianosonates, vier vioolsonates, drie cellosonates, vijf pianotrio's, een piano- en een strijkkwintet en honderden vocale werken voor uiteenlopende bezettingen. Zo voltooide De Lange in 1872 een bijzondere compositie voor sopraan, strijkkwartet en harp met teksten uit Ein frühes Liebesleben van Friedrich Hebbel. In de jaren rondom herdenkingen van Samuel jr. en Daniël de Lange werd een arrangement van dit werk opgevoerd met piano in plaats van harp. Het integrale orgeloeuvre van De Lange verscheen in 2015 voor het eerst op cd, uitgevoerd door de Nederlandse organist Gerben Budding. Daarnaast verschenen opnames van onder andere twee cellosonates, verschillende liederen en een handvol pianowerken.
Hij gaf ook een oefenboek voor het pedaalspel voor organisten uit onder de titel Tägliche Übungen im Pedalspiel.
- Bibliothèque nationale de France: cb14831044k (data)
- CiNii: DA13260376
- Gemeinsame Normdatei: 103819843
- International Standard Name Identifier: 0000 0001 0802 1947
- Library of Congress Control Number: no97047907
- Nationale Bibliotheek van Letland: 000319256
- MusicBrainz: ceb7acc5-f911-4da4-9561-68037ba55c9f
- Nationale Bibliotheek van Tsjechië: xx0152409
- Nationale Bibliotheek van Israël: 987007416701405171
- Nederlandse Thesaurus van Auteursnamen: 070105340
- Système universitaire de documentation: 25064097X
- Virtual International Authority File: 79623600
- WorldCat: E39PBJbGRmDQdCvdcJQ4PfBHG3